# Pomona (Göttin)

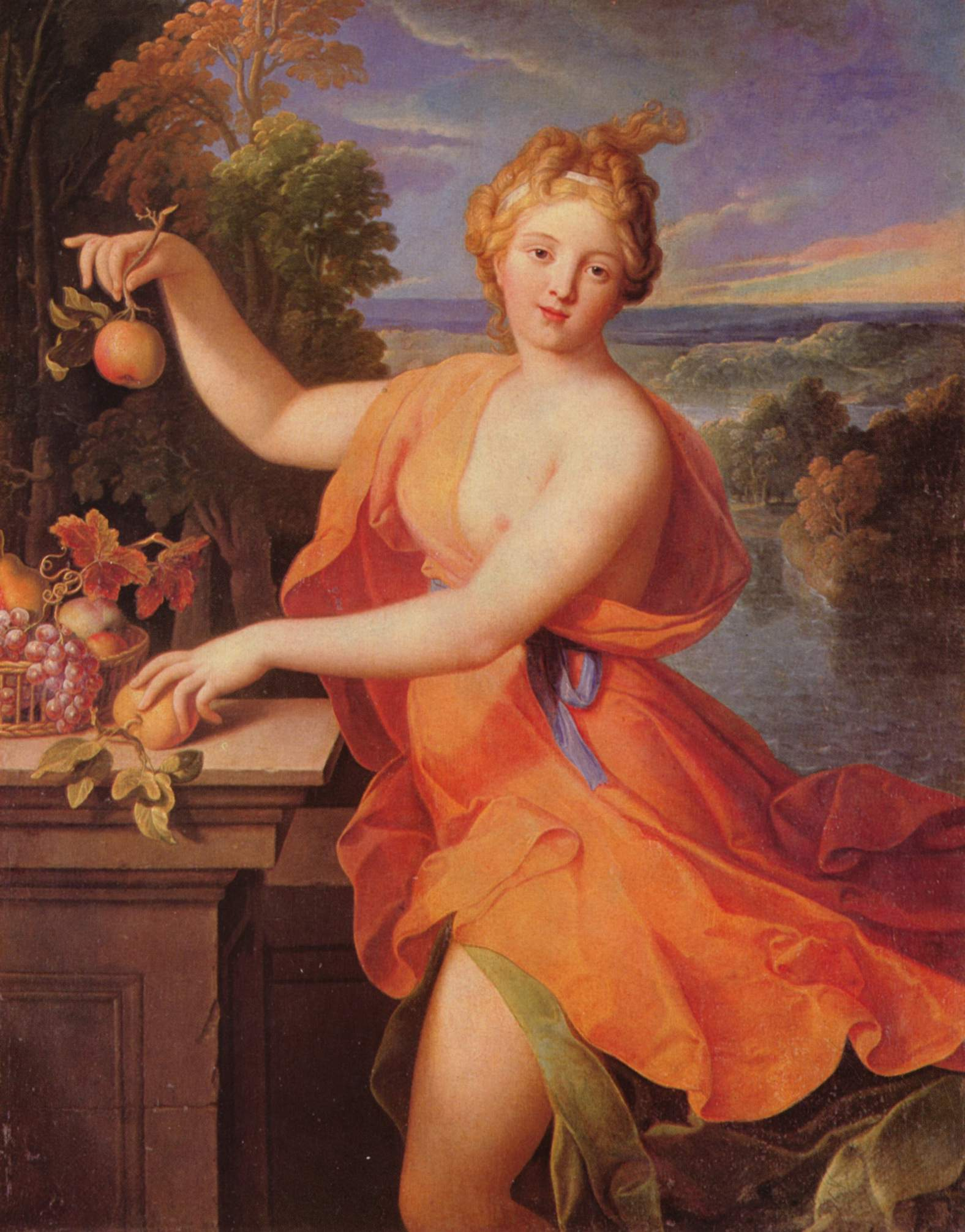
Pomona (Nicolas Fouché, um 1700)

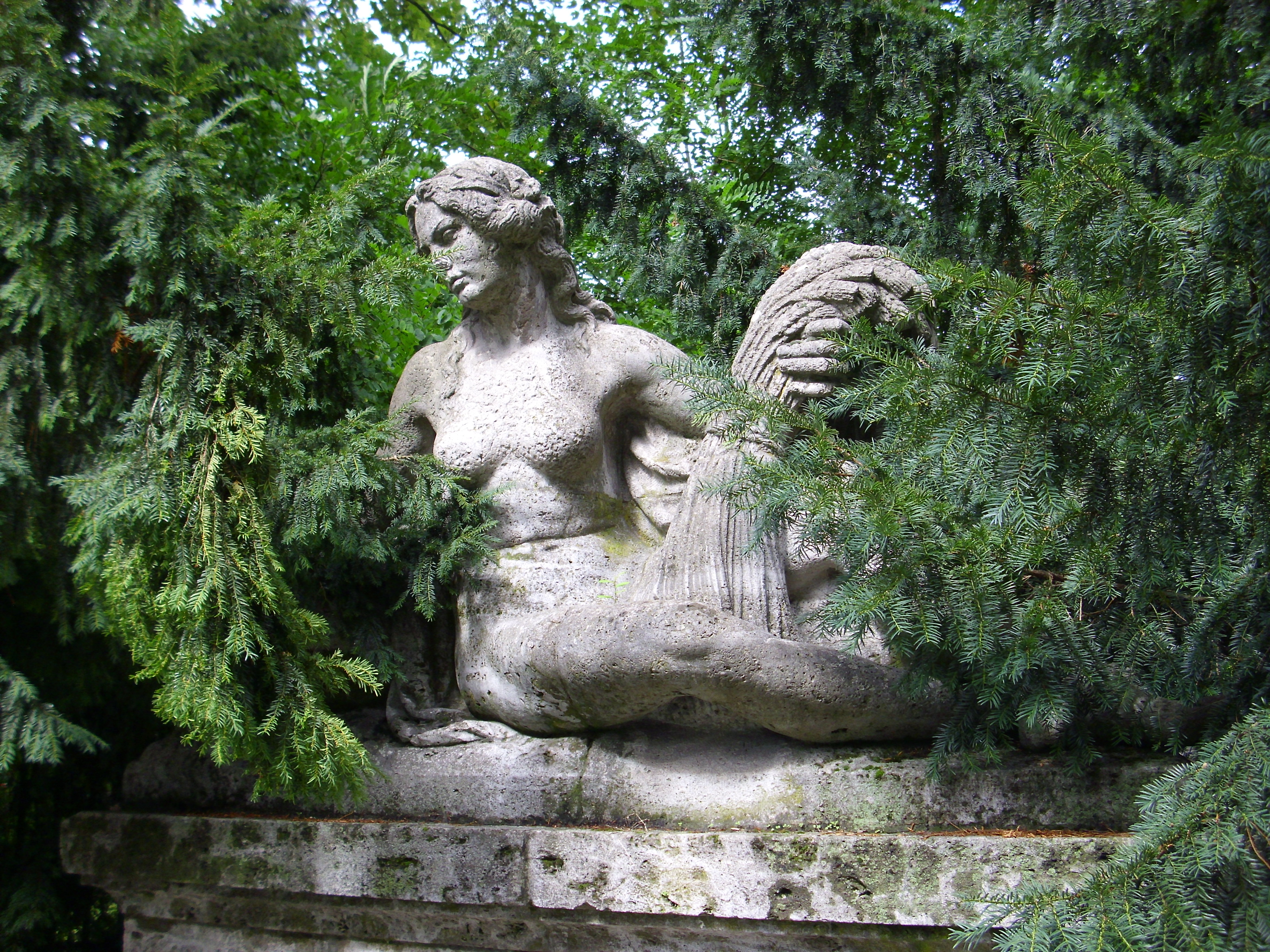
Figur des Pomonabrunnens (1914/15) von Philipp Kittler in Nürnberg

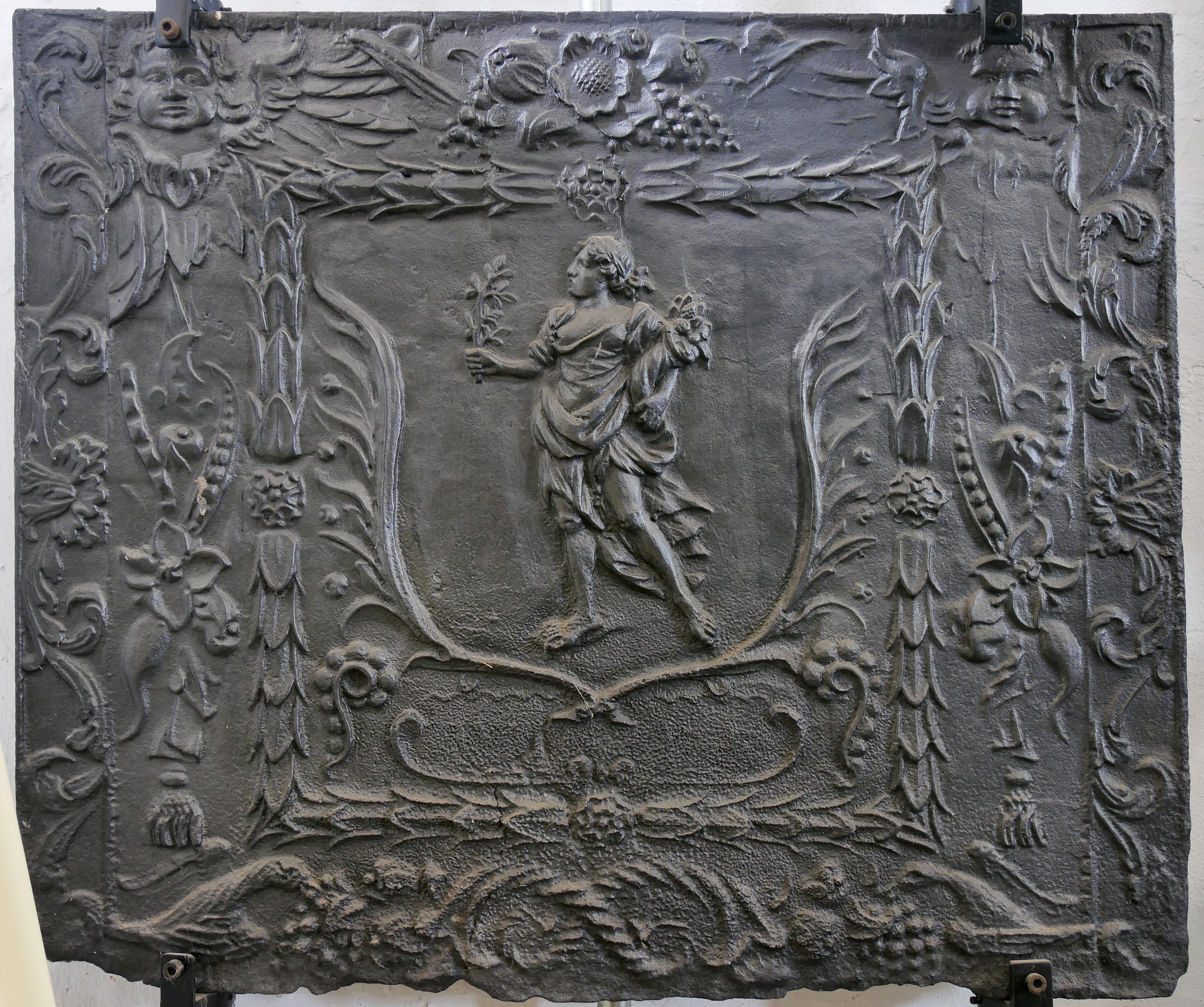
Pomona als Allegorie des Herbstes, Takenplatte im Freilichtmuseum Roscheider Hof

Pomona war die römische Göttin der Baumfrüchte. Ihr Name leitet sich von dem lateinischen Wort pomum („Baumfrucht“, „Obstfrucht“) ab.
Ein Fest der Pomona ist in den Kalendern nicht belegt, es gab aber einen Flamen der Pomona, den Flamen Pomonalis, einen der zwölf flamines minores, was sowohl für Alter als auch Bedeutung des Kultes spricht.
Das Pomonal, das Heiligtum der Pomona, befand sich zwischen Rom und Ostia im ager Solonius.
Im Mythos war sie die Frau des Gottes Vertumnus. Die Gestaltung der Sage durch Ovid als Teil seiner Metamorphosen wurde zum beliebten Sujet zahlreicher Maler der Neuzeit. In dieser Geschichte begibt sich Vertumnus, nach mehreren erfolglosen Annäherungsversuchen, in Gestalt einer runzligen alten Frau zu Pomona. Diese beschäftigt sich ausschließlich mit der Pflege der Pflanzen und zeigt kein Interesse an Männern, die deshalb ihren Garten nicht betreten dürfen. Vertumnus küsst Pomona und verweist dann auf eine Ulme, die von einer reichlich Trauben tragenden Rebe umrankt ist, und meint, dass dieser Baum ohne die Rebe alleine stehe und niemand Anlass finde, ihn aufzusuchen, gäbe es nicht die Trauben der Rebe. Umgekehrt: Was wäre die Rebe ohne den Baum, an den sie sich anschmiegen und an ihm emporranken kann, der ihr Schutz und zuverlässigen Halt gibt? Dann wirft er ihr vor, dass sie sich an der Rebe kein Beispiel nehme und alle Bewerber verschmähe, und dient ihr, voll des Lobes über ihn, Vertumnus an. Auch die gleichartigen Wünsche beider betont er. Abschließend droht Vertumnus Pomona mit Gewalt, sollte sie nicht seinen Wünschen folgen, wobei er sich zurück in seine wahre Gestalt wandelt. Die Worte aber haben Pomona überzeugt.
Eine andere Version macht sie zur Frau des Picus: Um ihretwillen weist er die Zauberin Kirke ab und wird von dieser zur Strafe in einen Specht verwandelt. In der Fassung der Picus-Geschichte bei Ovid ist die Nymphe Canens die Gattin des Picus.
In Allegorien der vier Jahreszeiten verkörpert Pomona den Herbst. Ihre Attribute sind Hippe und Füllhorn.
Das Wappen der Stadt Pomezia in der Region Latium zeigt die Pomona.
In der Stadt Langenthal (Schweiz) steht seit 1950 eine Bronzefigur der Pomona von Emilio Stanziani vor dem Theater.
1877 schrieb Émile Waldteufel den Konzertwalzer Pomone.